# Asjia O'Neal
Asjia O'Neal (Indianapolis, 23 ottobre 1999) è una pallavolista statunitense, centrale della LOVB Austin.

## Biografia
Figlia dell'ex cestista Jermaine O'Neal, nasce con un soffio cardiaco e una perdita della valvola mitrale, per i quali viene sottoposta a due interventi a cuore aperto, il primo all'età di tredici anni e il secondo nel 2020, dopo il suo freshman year.

## Carriera

### Club
La carriera di Asjia O'Neal inizia nei tornei scolastici del Texas, giocando con la Carroll Senior HS. Dopo il diploma entra a far parte della squadra universitaria della Texas, in NCAA Division I: fa parte delle Longhorns dal 2018 al 2023, saltando la prima annata e vincendo due titoli universitari consecutivi nelle sue ultime due annate, oltre a ricevere numerosi riconoscimenti individuali.
Fa il suo esordio nella pallavolo professionistica con le Columbus Fury, partecipando alla Pro Volleyball Federation 2024. In seguito viene ingaggiata dalla LOVB Austin per la prima edizione della League One Volleyball, vincendo il titolo nazionale.

### Nazionale
Nel 2023 debutta nella nazionale statunitense in occasione della Volleyball Nations League.

## Palmarès

### Club
- NCAA Division I: 2

2022, 2023
- LOVB: 1

2025

### Premi individuali
- 2022 - All-America First Team
- 2022 - NCAA Division I: Austin Regional All-Tournament Team
- 2022 - NCAA Division I: Omaha National All-Tournament Team
- 2023 - All-America First Team
- 2023 - NCAA Division I: Stanford Regional All-Tournament Team
- 2023 - NCAA Division I: Tampa National All-Tournament Team